# Bocaue
Bocaue is een gemeente in de Filipijnse provincie Bulacan op het eiland Luzon. Bij de laatste census in 2007 had de gemeente bijna 106 duizend inwoners.

## Geografie

### Bestuurlijke indeling
Bocaue is onderverdeeld in de volgende 19 barangays:
| - Antipona - Bagumbayan - Bambang - Batia - Biñang 1st - Biñang 2nd - Bolacan - Bundukan - Bunlo - Caingin | - Duhat - Igulot - Lolomboy - Poblacion - Sulucan - Taal - Tambobong - Turo - Wakas |

## Demografie
Bocaue had bij de census van 2007 een inwoneraantal van 105.817 mensen. Dit zijn 18.823 mensen (21,6%) meer dan bij de vorige census van 2000. De gemiddelde jaarlijkse groei komt daarmee uit op 2,74%, hetgeen hoger is dan het landelijk jaarlijks gemiddelde over deze periode (2,04%). Vergeleken met de census van 1995 is het aantal mensen met 36.099 (51,8%) toegenomen.

De bevolkingsdichtheid van Bocaue was ten tijde van de laatste census, met 105.817 inwoners op 31,87 km², 2187,6 mensen per km².

## Bestuur en politiek
Zoals alle gemeenten in de Filipijnen wordt Bocaue bestuurd door een burgemeester. De huidige burgemeester van de stad, Eduardo Villanueva jr., is tijdens de verkiezingen van 2010 voor zijn tweede opeenvolgende termijn gekozen. De viceburgemeester van Manilla is vanaf 30 juni 2007 Jose Santiago jr. Hij is de voorzitter van de stadsraad. Deze raad is samengesteld uit acht verkozen raadsleden.
Lijst van burgemeesters van Bocaue vanaf 1986
- Rudy Maran David (1986-1988)
- Cesar Nicolas (1988)
- Lorenzo Gonzales (1988-1992)
- Serafin dela Cruz (1992-1998)
- Jose DG. Santiago sr. (1998-2001)
- Eduardo Villanueva jr. (2001-2004)
- Serafin dela Cruz (2004-2007)
- Eduardo Villanueva jr. (2007-2013)

## Geboren in Bocaue
- Francisca Reyes-Aquino (9 maart 1899), nationaal kunstenaar van de Filipijnen (overleden 1983);
- Eddie Villanueva (6 oktober 1946), geestelijk leider en presidentskandidaat.